# Dardanella
Dardanella ist ein von Ben Selvin und seinem Orchester gespieltes Instrumental aus dem Jahr 1920, das als erste Single die Grenze von drei Millionen verkauften Exemplaren überschritt.

## Entstehungsgeschichte
Der gelernte Geiger Ben Selvin war Sohn russischer Emigranten. Im Juli 1919 erhielt er einen Plattenvertrag bei Victor, nachdem er ein sechsköpfiges Orchester zusammengestellt hatte. Unter dem Namen Ben Selvin’s Novelty Orchestra entstanden seine ersten drei Aufnahmen am 18. Juli 1919, von denen als erste Single I’m Forever Blowing Bubbles im Oktober 1919 veröffentlicht wurde und bis zum ersten Platz der Pop-Hitparade vordrang. Am nächsten Aufnahmetermin 20. November 1919 entstanden Dardanella / My Island Of Golden Dreams, die Victor dann als dritte Single im Januar 1920 veröffentlichte (Victor #18633).

Ben Selvin’s Novelty Orchestra - Dardanella

Die Entstehungsgeschichte der A-Seite Dardanella ist sehr ungewöhnlich. Der am 30. September 1875 in Köln geborene und im Jahre 1900 in die USA ausgewanderte Fred Fisher hatte nach der am 1. Juli 1919 beginnenden Prohibition ein Piano-Instrumentalstück mit dem Titel Turkish Tom-Tom gehört, das der Komponist Felix Bernard für 100 Dollar an Johnny S. Black verkauft hatte. Fisher integrierte in diese Komposition einen Ostinato-Bass und benannte das Stück in Dardanella um (angelehnt an die Dardanellen). Zusammen mit dem Texter Joseph McCarthy ließ sich dann Fisher das Copyright sichern. Als hierzu die Notenblätter verkauft wurden, verklagte Felix Bernard den deutschstämmigen Fisher wegen Betrugs. Fisher ließ vor Gericht den Ostinato-Bass live spielen und konnte damit den Richter überzeugen, dass es sich nicht um ein Plagiat handelte. In einem späteren Prozess musste dann Fisher etwa 12.000 Dollar an Johnny S. Black zahlen, die er angesichts der Größenordnung von rund 1 Million Dollar Tantiemen verschmerzen konnte. Musikalisch war das Instrumentalstück als Pop-Tanzmusik einzustufen, kann aber wegen des kontinuierlichen Ostinato-Laufs als Vorläufer des Boogie Woogie klassifiziert werden.

## Millionenseller
Während des Prozessverlaufs war Dardanella bereits zum ersten Rang der Charts vorgedrungen, wo die Platte für 13 Wochen verharrte. Nach kurzer Zeit hatte sie bereits mehr als 3 Millionen Exemplare umgesetzt und war damit der verkaufsstärkste Millionenseller jener Zeit. Schließlich erzielte Dardanella einen Gesamtumsatz von 6,5 Millionen Platten; zusätzlich wurden noch mehr als 2 Millionen Notenblätter hiervon verkauft. Dardanella brachte Fisher rund 1 Million Dollar ein und war damit seine erfolgreichste Komposition. Im Jahre 1920 erschien dann auch von Gladys Rice & Vernon Dalhart die Vokalversion mit Fishers Text. Johnny S. Black hatte auch Paper Doll komponiert, dessen Erfolg er jedoch wegen seines vorzeitigen Todes nicht mehr miterleben konnte.

## Coverversionen
Noch im Jahre 1920 entstanden weitere drei Coverversionen, die sich in den Charts platzieren konnten. Insgesamt listet ASCAP 32 Versionen hiervon auf. Mittlerweile sind bei ASCAP als Texter Fred Fisher und als Komponisten Felix Bernard und Johnny Black registriert.

## Ben Selvins Karriere
Selvin war damit zum erfolgreichsten Künstler bei Victor geworden. Er muss zur damaligen Zeit ein vielbeschäftigter Künstler gewesen sein, denn „er dirigiert sein Selvin Orchestra im New Yorker Moulin Rouge, das ‚Bar Harbor Society Orchestra‘ und die ‚Broadway Syncopators‘ …“. Selvin brachte insgesamt über 9.000 Schallplatten zwischen 1919 und 1963 heraus, die er unter 39 verschiedenen Namen bei mehreren Plattenfirmen platzierte. Zu seiner Pensionierung im Alter von 65 Jahren erhielt er am 14. März 1963 eine Goldene Schallplatte der RCA-Victor Company.